# МиГ-27
МиГ-27 е съветски изтребител-бомбардировач с крило с изменяема стреловидност. Разработен е през 1972 г. на базата на изтребител-бомбардировача МиГ-23Б от ОКБ МиГ. МиГ-27 има възможност да носи тактическо ядрено оръжие. Произвеждан е серийно в СССР до 1977 г., в Индия до 1996 г.

## Създаване
През 1970 г. е разработен ударният вариант МиГ-23Б на базата на изтребителя МиГ-23, но той не задоволява напълно изискванията на военните за нов изтребител-бомбардировач. Следващата му модификация МиГ-23БН също не успява да ги покрие и е разглеждана като временно решение. Затова е решено самолетът да се подложи на по-съществена модернизация. За основа е избран МиГ-23Б и на негова база са построени два опитни самолета, които са значително преработени. Най-значителна преработка претърпяват шасито и въздухозаборниците. Шасито е подсилено заради нарасналата маса на самолета, а поради намалените изисквания за скоростния диапазон, в който работят подобен тип машини, въздухозаборниците стават нерегулируеми, позволявайки значително да се опрости конструкцията. Новата модификация, обозначена като МиГ-23БМ (М – „Модернизиран“), получава най-доброто радиоелектронно оборудване намиращо се на разположение в Съветския съюз, а бордовото 23-мм оръдие ГШ-23Л е сменено с тежкото и изключително мощно 30-мм шестцевно ГШ-6-30.
Първият МиГ-23БМ излита на 17 ноември 1972 г. и след известни доработки в края на 1973 г. новата модификация влиза в серийно производство в Иркутския авиационен завод. През февруари 1975 г. самолетът е приет на въоръжение под обозначението МиГ-27. Произвежда се серийно до 1977 г., като са произведени 360 машини МиГ-27 (МиГ-23БМ).

## Модификации
- МиГ-27К (до приемането му на въоръжение през 1976 г. известен като МиГ-23БК) – модификация, оборудвана с новия прицелно-навигационен комплекс ПрНК-23К, в чийто състав влизат цифровата „Орбита-20-23К“ и лазерно-телевизионната прицелна система „Кайра-23“. Произведени 197 машини.
- МиГ-27М – по-евтина и леко опростена версия на МиГ-27К. Самолетът има малко по-слаби възможности от МиГ-27К, но е по-надежден и евтин за експлоатация. Произведени 162 машини.
- МиГ-27МЛ (МиГ-27МЛ Бахадур) – експортна версия на МиГ-27М за ВВС на Индия. Индия придобива лиценза за серийното му производство и го произвежда под името „Бахадур“. В СССР и Индия са произведени общо 210 машини.
- МиГ-27Д – модернизация на самолетите МиГ-27 от по-ранните серии (освен МиГ-27К) до стандарта на МиГ-27М. Преоборудването се извършва в завода в гр. Улан Уде в периода 1982 – 1985 г., като са преоборудвани общо 304 машини.

## Използване
През 1980-те г. СССР разполага с около 25 полка, въоръжени с МиГ-27. Единственото бойно използване на самолета е във войната в Афганистан. През 1988 г. един полк, въоръжен с МиГ-27М/Д е базиран на летището край Шинданд и започва активни действия, като основната задача е осигуряването от въздуха на безпрепятственото изтегляне на съветските войски от Афганистан. Действията на полка се оценяват като успешни; загубен е самолет вследствие на авария.
Самолетите МиГ-23 са изведени от въоръжение през 1993 г. По време на Първата чеченска война добрите възможности за нанасяне на удари по точкови цели на самолета (и по-специално на МиГ-27К) отново събуждат интерес към изтребител-бомбардировача и водещият конструктор на машината А. А. Попов посещава няколко бази за консервация с цел да провери възможностите за връщане на самолета на въоръжение, но до такова решение не се стига.
Първите МиГ-27МЛ са доставени в Индия през 1984 г. Производството им в Индия започва през 1985 г. в гр. Насик и завършва през 1996 г. Към 2000 г. Индия разполага със 195 машини, от които 189 са в ударните ескадрили, а 6 са в учебните центрове.
След разпада на СССР известно количество „МиГ-27“ остават в Казахстан и понастоящем са основните изтребители-бомбардировачи на въоръжение в държавата. Друго количество „МиГ-27“ остават в Украйна и са изведени от въоръжение в средата на 1990-те години.
През 2000 г. Украйна продава на Шри Ланка 4 броя „МиГ-27М“. Пилотирани от руски наемници, се използват в борбата с бунтовническата групировка „Тигри за освобождение на Тамил Илам“. На 24 юли 2001 г. в резултат на диверсия от страна на бунтовниците са загубени 10 самолета, сред които и 2 бр. „МиГ-27“.